# 超再現!ミステリー
『超再現!ミステリー』（ちょうさいげん!ミステリー）は、日本テレビ系列で2012年4月17日から8月21日まで火曜日21:00 - 21:54（JST）に放送されていたバラエティ番組。
キャッチコピーは「観る、ミステリー小説。」。
本項ではパイロット版である『超再現!ベストセラー』についても説明する。

## 概要
ミステリー小説や推理マンガといったミステリー作品を映像化し、スタジオゲストと共に謎解きを行う推理番組。
ナレーションや字幕テロップ、カットなど再現ドラマの手法を取り入れ、再現ドラマは出題編と解答編に分かれており、出題編でゲスト同士が相談して解答を1つに決めてから、解答編へと進むというのが番組内の主な流れ。
もしも解答が正解なら「推理的中! 犯人逮捕!」または「名推理!」、不正解なら「誤認逮捕!」または「ハズレ!」と表示される。
なお、ドラマの結末を事前に知っているのは徳井だけであるため、MCの綾部と紗栄子も謎解きに参加する。VTR振りのコールは、出題編（Break the mystery）・解答編（This is the truth）ともに、紗栄子・綾部・徳井の順に行う（綾部はどちらも「the」しか言わない）。
レギュラー化前にはパイロット版として、2011年8月6日に『サタデーバリューフィーバー』枠で、2012年1月1日に深夜枠で『超再現!ベストセラー』が放送された（第1弾は関東ローカル、第2弾は全国ネット）。
金曜20時台に移動した『ネプ&イモトの世界番付』に替わって、2012年4月17日よりゴールデンタイムでの放送が開始され、2012年8月21日の放送をもって終了となった。最終回のラストではMC3人とゲストとのやり取りは有ったものの、出演者による番組終了の挨拶や演出はないまま終了した。
翌週以降、前後番組『踊る!さんま御殿!!』や『スター☆ドラフト会議』の拡大スペシャルなどが放送され、10月からは『解決!ナイナイアンサー』が放送された。

## 出演者

### パイロット版

#### MC
- 綾部祐二（ピース、第1弾）
- 宮崎宣子（当時日本テレビアナウンサー、第1弾）
- 徳井義実（チュートリアル、第2弾）
- 鈴江奈々（日本テレビアナウンサー、第2弾）

### レギュラー版

#### MC
- 徳井義実（チュートリアル）
- 綾部祐二（ピース）
- 紗栄子

#### レギュラーゲスト
- 鈴木砂羽
- 福田充徳（チュートリアル）

※以下は週替わりで1名が出演。
- 優木まおみ
- ローラ
- 柳原可奈子

#### 専門家
- 山口直孝（二松學舎大学文学部教授）
- 小松史生子（金城学院大学文学部准教授）

## 放映リスト
| 回 | 放送日         | 作品名                                | 作者     | スペシャルゲスト                                                                            | 推理 |
| -- | -------------- | ------------------------------------- | -------- | ------------------------------------------------------------------------------------------- | ---- |
| I  | 2011年 8月06日 | 黒揚羽の夏                            | 倉数茂   | 優木まおみ、土田晃之、柳原可奈子、又吉直樹（ピース）                                        | ---  |
| II | 2012年 1月01日 | 屋上ミサイル                          | 山下貴光 | 福田充徳（チュートリアル）、優木まおみ、五十嵐隼士、 ローラ、藤森慎吾（オリエンタルラジオ） | ---  |
| 1  | 4月17日        | 奥様はネットワーカ                    | 森博嗣   | 佐藤隆太、畑田亜希、道端カレン、大沢あかね                                                  | ○    |
| 1  | 4月17日        | Q.E.D. 証明終了 「ミネルヴァの梟」    | 加藤元浩 | 佐藤隆太、畑田亜希、道端カレン、大沢あかね                                                  | ×    |
| 2  | 4月24日        | 蜜蜂のデザート                        | 拓未司   | YOU、川越達也、森崎友紀                                                                     | ×    |
| 3  | 5月01日        | 瘤                                    | 西川三郎 | 遠藤章造（ココリコ）、重盛さと美、高田延彦                                                  | ×    |
| 4  | 5月08日        | ラブ・ケミストリー                    | 喜多喜久 | 鈴木紗理奈、DAIGO、クリス松村                                                               | ×    |
| 5  | 5月15日        | 死亡フラグが立ちました!               | 七尾与史 | 小倉優子、又吉直樹（ピース）、鈴木奈々、麻木久仁子                                          | ×    |
| 6  | 5月22日        | ともだち                              | 樋口有介 | 又吉直樹（ピース）、西山茉希、ユージ                                                        | ×    |
| 7  | 6月12日        | 防犯心理テスト                        | 上甲宣之 | 村主章枝、土田晃之、福田彩乃、はるな愛                                                      | ×    |
| 7  | 6月12日        | 魔                                    | 笠井潔   | 村主章枝、土田晃之、福田彩乃、はるな愛                                                      | ×    |
| 8  | 6月26日        | クール・キャンデー                    | 若竹七海 | MAKIDAI（EXILE）、道端アンジェリカ、石田純一                                                | ×    |
| 9  | 7月17日        | 毒                                    | 深谷忠記 | 山村紅葉、赤江珠緒、菊地亜美（アイドリング!!!）                                             | ○    |
| 10 | 7月24日        | ミステリなふたり 「ミステリなふたり」 | 太田忠司 | 黒谷友香、西村和彦、中川翔子                                                                | ○    |
| 10 | 7月24日        | ミステリなふたり 「エプロン殺人事件」 | 太田忠司 | 黒谷友香、西村和彦、中川翔子                                                                | ○    |
| 11 | 7月31日        | 風少女                                | 樋口有介 | 神木隆之介、加藤ローサ、東貴博、田中美麗（SUPER☆GiRLS）                                     | ×    |
| 12 | 8月14日        | 林檎と蛇のゲーム                      | 森川楓子 | 和田アキ子、木下隆行（TKO）、hitomi、田村裕（麒麟）                                         | ×    |
| 13 | 8月21日        | さらわれたい女                        | 歌野晶午 | 野沢直子、スギちゃん、SHELLY、北山詩織                                                      | ○    |

## ネット局
| 放送対象地域   | 放送局                                        | 系列                           | 放送曜日・放送時間   |
| -------------- | --------------------------------------------- | ------------------------------ | -------------------- |
| 関東広域圏     | 日本テレビ（NTV） 『超再現!ミステリー』制作局 | 日本テレビ系列                 | 火曜日 21:00 - 21:54 |
| 北海道         | 札幌テレビ（STV）                             | 日本テレビ系列                 | 火曜日 21:00 - 21:54 |
| 青森県         | 青森放送（RAB）                               | 日本テレビ系列                 | 火曜日 21:00 - 21:54 |
| 岩手県         | テレビ岩手（TVI）                             | 日本テレビ系列                 | 火曜日 21:00 - 21:54 |
| 宮城県         | ミヤギテレビ（MMT）                           | 日本テレビ系列                 | 火曜日 21:00 - 21:54 |
| 秋田県         | 秋田放送（ABS）                               | 日本テレビ系列                 | 火曜日 21:00 - 21:54 |
| 山形県         | 山形放送（YBC）                               | 日本テレビ系列                 | 火曜日 21:00 - 21:54 |
| 福島県         | 福島中央テレビ（FCT）                         | 日本テレビ系列                 | 火曜日 21:00 - 21:54 |
| 山梨県         | 山梨放送（YBS）                               | 日本テレビ系列                 | 火曜日 21:00 - 21:54 |
| 新潟県         | テレビ新潟（TeNY）                            | 日本テレビ系列                 | 火曜日 21:00 - 21:54 |
| 長野県         | テレビ信州（TSB）                             | 日本テレビ系列                 | 火曜日 21:00 - 21:54 |
| 静岡県         | 静岡第一テレビ（SDT）                         | 日本テレビ系列                 | 火曜日 21:00 - 21:54 |
| 富山県         | 北日本放送（KNB）                             | 日本テレビ系列                 | 火曜日 21:00 - 21:54 |
| 石川県         | テレビ金沢（KTK）                             | 日本テレビ系列                 | 火曜日 21:00 - 21:54 |
| 福井県         | 福井放送（FBC）                               | 日本テレビ系列／テレビ朝日系列 | 火曜日 21:00 - 21:54 |
| 中京広域圏     | 中京テレビ（CTV）                             | 日本テレビ系列                 | 火曜日 21:00 - 21:54 |
| 近畿広域圏     | 読売テレビ（ytv）                             | 日本テレビ系列                 | 火曜日 21:00 - 21:54 |
| 鳥取県・島根県 | 日本海テレビ（NKT）                           | 日本テレビ系列                 | 火曜日 21:00 - 21:54 |
| 広島県         | 広島テレビ（HTV）                             | 日本テレビ系列                 | 火曜日 21:00 - 21:54 |
| 山口県         | 山口放送（KRY）                               | 日本テレビ系列                 | 火曜日 21:00 - 21:54 |
| 徳島県         | 四国放送（JRT）                               | 日本テレビ系列                 | 火曜日 21:00 - 21:54 |
| 香川県・岡山県 | 西日本放送（RNC）                             | 日本テレビ系列                 | 火曜日 21:00 - 21:54 |
| 愛媛県         | 南海放送（RNB）                               | 日本テレビ系列                 | 火曜日 21:00 - 21:54 |
| 高知県         | 高知放送（RKC）                               | 日本テレビ系列                 | 火曜日 21:00 - 21:54 |
| 福岡県         | 福岡放送（FBS）                               | 日本テレビ系列                 | 火曜日 21:00 - 21:54 |
| 長崎県         | 長崎国際テレビ（NIB）                         | 日本テレビ系列                 | 火曜日 21:00 - 21:54 |
| 熊本県         | くまもと県民テレビ（KKT）                     | 日本テレビ系列                 | 火曜日 21:00 - 21:54 |
| 鹿児島県       | 鹿児島読売テレビ（KYT）                       | 日本テレビ系列                 | 火曜日 21:00 - 21:54 |
| 大分県         | テレビ大分（TOS）                             | 日本テレビ系列／フジテレビ系列 | 木曜日 14:58 - 15:52 |

## スタッフ
- ナレーション：林田尚親（パイロット版）、美木良介（レギュラー版）
- 構成：安田聡太、横幕智裕、及川真実、猪原健太、新保博久、原木綿子、赤松義正
- リサーチ：田中小百合、剱持知子
- TM：小椋敏宏
- SW：望月達史、蔦佳樹
- カメラ：水梨潤
- 音声：今野健
- AUD：本田宏文、宇野木俊宏、山田値久
- VE：山口考志
- LD：粂野高央
- 美術：牧野沙和
- デザイン：波多野真理
- バーチャル：中村佳子
- CGデザイン：薗部健
- 装置：大川啓介
- 装飾：川合冨士雄
- メイク：堤紗也香
- デジタル展開：倉又広行
- データ放送：山本優樹
- 撮影：三浦貴広、佐藤剛、小野貴宏、石上正治、島彰宏、齋藤和彦、鈴木武吉、佐藤雅浩
- 編集：森岡佑次、太田健二
- MA：青木伸次
- TK：田中彩、竹島祐子
- 音効：鈴木勉、本沢利明
- 広報：斉藤由美
- 編成：穂積武信
- 協力：日本テレビアート、麻布プラザ、麒麟スタジオ、サウンド・バム 他
- AP：北村佳子、相馬晃子
- AD：望月亮、矢野達也、齋藤聡、兒井未祐、尾花美香、黒田沙季
- ディレクター：並木哲也、布川英樹、内田久美子、浦田隆治
- 再現ドラマ監督：森田俊介、石野浩史、平山建司、渋谷英史、今井伸弥、山野辺聖勝、高橋謙、萩原由美、藤澤季世子
- 演出：石村修司
- 総合演出：石田昌浩
- プロデューサー：寺内壯、菅沼和美、千葉洋美、城野麻衣子
- 企画・プロデューサー：島田美帆
- チーフプロデューサー：鈴江秀樹
- 制作協力：厨子王、THE WORKS
- 製作著作：日本テレビ